# Polymerus opacus
Polymerus opacus är en insektsart som beskrevs av Knight 1923. Polymerus opacus ingår i släktet Polymerus och familjen ängsskinnbaggar. Inga underarter finns listade i Catalogue of Life.